# Cantetic
Cantetic är en ort i Mexiko.   Den ligger i kommunen Chilón och delstaten Chiapas, i den sydöstra delen av landet, 800 km öster om huvudstaden Mexico City. Cantetic ligger 1 309 meter över havet och antalet invånare är 186.
Terrängen runt Cantetic är kuperad. Runt Cantetic är det glesbefolkat, med 16 invånare per kvadratkilometer. Närmaste större samhälle är Yajalón, 19,9 km nordväst om Cantetic. I omgivningarna runt Cantetic växer i huvudsak städsegrön lövskog.